# Welin Kefałow
Welin Kefałow, bułg. Велин Кефалов (ur. 18 września 1968 w Kazanłyk, Bułgaria) – bułgarski piłkarz, grający na pozycji obrońcy, a wcześniej pomocnika, trener piłkarski.

## Kariera piłkarska

### Kariera klubowa
Karierę piłkarską rozpoczął w miejscowym klubie Etyr Wielkie Tyrnowo. Na początku 1997 został zaproszony do ukraińskiej Worskły Połtawa. Po roku powrócił do Etyru Weliko Tyrnowo, w którym zakończył karierę piłkarską.

## Kariera trenerska
Po zakończeniu kariery piłkarskiej rozpoczął pracę trenerską. Na początku XXI wieku Kefalow prowadził Etyr Wielkie Tyrnowo, a następnie został dyrektorem Szkoły Piłkarskiej w Weliko Tyrnowo. Potem trenował amatorski klub Sparta Samowodene. Latem 2009, odezwał się na zaproszenie trenera Angeła Czerwenkowa pracować w charakterze jego asystenta w Liteksie Łowecz. Sztabu szkoleniowy doprowadził klub do zdobycia mistrzostwa. W sierpniu 2010 ponownie objął stanowisko głównego trenera Etyru Weliko Tyrnowo. Po zakończeniu sezonu został zmieniony na Georgi Todorowa.

## Sukcesy i odznaczenia

### Sukcesy klubowe
- brązowy medalista Mistrzostw Ukrainy: 1997

### Sukcesy indywidualne
- mistrz Bułgarii: 2010